# Jan Heine

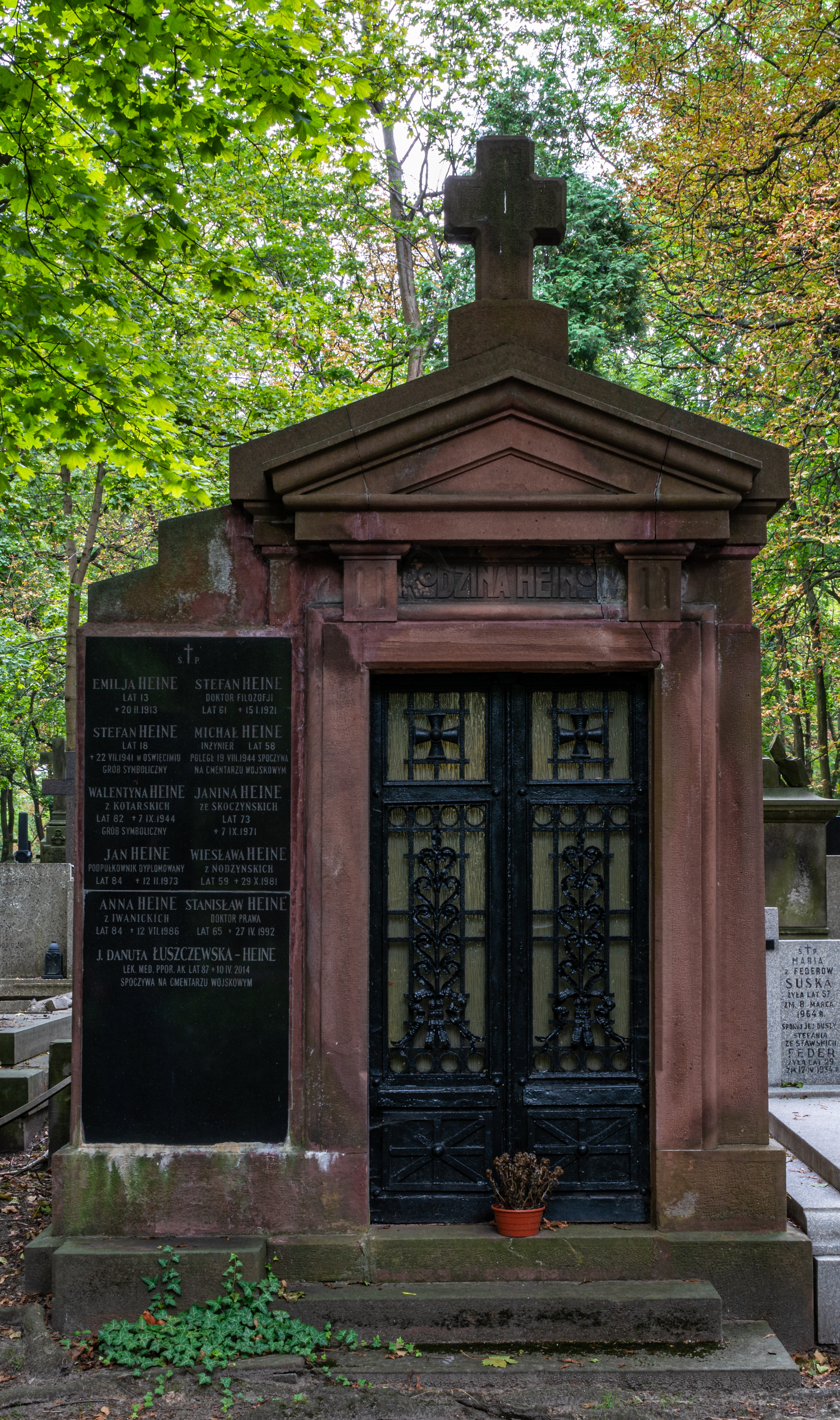
Grób Jana Heinego na cmentarzu Powązkowskim

Jan Tytus Klemens Heine (ur. 25 sierpnia 1889 w Warszawie, zm. 12 lutego 1973 tamże) – podpułkownik dyplomowany artylerii Wojska Polskiego, kawaler Orderu Virtuti Militari.

## Życiorys
Urodził się 25 sierpnia 1889 w Warszawie, w rodzinie Stefana (1859–1921) i Walentyny z Kotarskich (zm. 1944). Był wyznania rzymskokatolickiego, a jego rodzina należała do szlachty powiatu słupeckiego guberni kaliskiej. Uczył się w gimnazjum rosyjskim w Warszawie. W 1905 jako uczeń klasy IV wziął udział w strajku szkolnym. Po zakończeniu strajku kontynuował naukę w polskim Gimnazjum gen. Pawła Chrzanowskiego. W 1909, w celu uzyskania prawa do odbycia jednorocznej służby wojskowej, zdał eksternistycznie rządowy egzamin maturalny w Korpusie Kadetów w Orle. W 1910 rozpoczął studia w Szkole Politechnicznej we Lwowie. Po roku przerwał studia i wyjechał do Paryża, gdzie przygotowywał się do konkursowego egzaminu wstępnego do Ecole Nationales des Ponts et Chaussees. Z uwagi na to, że nie otrzymał odroczenia od służby wojskowej, zmuszony był wyjechać z Paryża. 30 września 1911 wstąpił do 5. baterii 8 Brygady Artylerii w Warszawie na prawach wolontariusza (ros. Вольноопределяющийся), w stopniu kanoniera. 15 października tego roku został przydzielony do brygadowego oddziału szkolnego. 24 lutego 1912, po ukończeniu kursu, został awansowany na bombardiera, a 7 maja na młodszego fajerwerkera. 10 lipca zdał egzamin na chorążego rezerwy, a 17 lipca 1912 został zwolniony do rezerwy artylerii. 25 listopada 1912 został mianowany chorążym rezerwy artylerii lekkiej. Po zakończeniu służby wrócił do Paryża, zdał egzamin i rozpoczął studia w Ecole Nationales des Ponts et Chaussees. W czasie studiów brał udział w ćwiczeniach młodzieży polskiej w Paryżu pod kierownictwem instruktora „Strzelca” oraz należał do Związku Młodzieży Polskiej „Zet”. Latem 1914 wyjechał na praktykę wakacyjną przy budowie kolei na Uralu i tam zastał go wybuch I wojny światowej. 9 sierpnia 1914 został zmobilizowany do Nowogeorgiewskiej Artylerii Fortecznej (ros. Новогеоргиевская крепостная артиллерия) w twierdzy Modlin i wyznaczony na stanowisko młodszego oficera 4. kompanii. W 1915 dostał się do niewoli niemieckiej, w której przebywał trzy lata w fortach twierdzy Kostrzyn i Ingolstadt. We wrześniu 1918, po zwolnieniu z niewoli, zapisał się na Politechnikę Warszawską.
13 listopada 1918 wstąpił do Wojska Polskiego. 25 lutego 1919 został przyjęty do Sił Zbrojnych w byłym zaborze pruskim i przydzielony do 1 pułku artylerii lekkiej (późniejszego 15 pułku artylerii polowej. 23 maja 1919 Komisariat Naczelnej Rady Ludowej mianował go porucznikiem ze starszeństwem z 1 lutego 1916. W szeregach 15 pułku artylerii polowej wziął udział w rewindykacji Pomorza, a następnie walczył na wojnie z bolszewikami. Na froncie dowodził 5. baterią, a następnie pełnił obowiązki dowódcy II dywizjonu. Za szczególne dokonania w bitwie pod Śniadowem oraz Łomżą 22 sierpnia 1920 odznaczony został Krzyżem Srebrnym Orderu Virtuti Militari. 8 września 1920 został udekorowany przez dowódcę dywizji generała podporucznika Władysława Junga.
Po wojnie pozostał w wojsku jako oficer zawodowy i kontynuował służbę w macierzystym pułku. 3 maja 1922 został zweryfikowany w stopniu kapitana ze starszeństwem od 1 czerwca 1919 i 368. lokatą w korpusie oficerów artylerii. W 1923 był odkomenderowany do Obozu Szkolnego Artylerii w Toruniu. 13 października tego roku został przydzielony do Wyższej Szkoły Wojennej w Warszawie w charakterze słuchacza Kursu Normalnego 1923/25. Z dniem 3 października 1925, po ukończeniu kursu i otrzymaniu dyplomu naukowego oficera Sztabu Generalnego, został przydzielony do Oddziału I Sztabu Generalnego. 12 kwietnia 1927 prezydent RP nadał mu stopień majora z dniem 1 stycznia 1927 i 69. lokatą w korpusie oficerów artylerii. Następnie pełnił służbę w Oddziale II Sztabu Generalnego, a później w Biurze Uzupełnień Ministerstwa Spraw Wojskowych (od 31 lipca 1931 – Departamencie Uzupełnień). W październiku 1931 został przeniesiony do 18 pułku artylerii lekkiej w Ostrowi Mazowieckiej na stanowisko dowódcy dywizjonu. 17 stycznia 1933 prezydent RP nadał mu z dniem 1 stycznia 1933 stopień podpułkownika w korpusie oficerów artylerii i 18. lokatą. Z dniem 20 września tego roku został przeniesiony do Oddziału I Sztabu Głównego. 15 listopada 1933 został szefem Wydziału Ogólnego, a 2 stycznia 1934 szefem Wydziału Ogólno-Mobilizacyjnego. 5 maja 1939 został odkomenderowany na okres sześciu miesięcy do Prezydium Rady Ministrów na stanowisko kierownika samodzielnego referatu mobilizacyjnego. Do 15 sierpnia tego roku opracował elaborat mob. i tabele czynności mob. Prezydium Rady Ministrów oraz plan ewakuacji prezydium i ministerstw do rejonu Lublina, a także współpracował przy opracowaniu elaboratów mob. i tabel czynności mob. ministerstw cywilnych.
5 września o godz. 23:30 z rozkazu podsekretarza stanu Jerzego Brzozowskiego wyjechał pociągiem do Lublina z częścią personelu Prezydium Rządu jako komendant transportu. 9 września przyjechał do Łucka. 13 września razem z Prezydium Rady Ministrów udał się samochodem do Kosowa. Przybył tam dwa dni później. 17 września w Kutach przekroczył granicę z Rumunią i udał się do Czerniowic, a 21 września do Bukaresztu, gdzie otrzymał francuską wizę. 28 września wyjechał do Francji. 4 października przybył do obozu Coëtquidan. W 1940 tworzył struktury Wojska Polskiego we Francji, a po klęsce Francji przedostał się do Wielkiej Brytanii i tam pozostawał do końca wojny.
Po wojnie wrócił do Polski i w 1946 został przeniesiony w stan spoczynku. Do 1950 pracował w Polskim Towarzystwie Handlu Zagranicznego Varimex. W następnych latach współtworzył specjalistyczne polsko-angielskie słowniki językowe. W 1968 przeszedł na emeryturę. Zmarł w Warszawie, pochowany został na cmentarzu Powązkowskim (kwatera 187-6-17,18).
Był żonaty z Anną Iwanicką (zm. 1986), z którą miał syna Stanisława (1927–1992) oraz bliźnięta urodzone w 1939: Marię i Andrzeja.

## Ordery i odznaczenia
- Krzyż Srebrny Orderu Virtuti Militari nr 442[3][37]
- Krzyż Walecznych[38][9]
- Złoty Krzyż Zasługi – 10 listopada 1928 „w uznaniu zasług, położonych na polu pracy w poszczególnych działach wojskowości”[39][40]
- Medal Pamiątkowy za Wojnę 1918–1921[38]
- Medal Dziesięciolecia Odzyskanej Niepodległości[38]
- Order Świętego Stanisława 3 stopnia – 26 listopada 1916[41]
- Order Świętej Anny 4 stopnia z napisem „Za odwagę” – 19 czerwca 1916[41]